# Aztecas UDLA
Els Aztecas són un equip de futbol americà col·legial representatiu de la Universidad de las Américas, campus Puebla (UDLAP). Ha obtingut quatre campionats nacionals. Actualment participa en la Conferència dels 6 grans de la ONEFA.

## Història

### L'Ona Verda del Mexico City College
El 1947 va sorgir l'equip representatiu de futbol americà del Mexico City College, antecedent immediat de la *UDLAP. Luis Díaz, exjugador de la UCLA, va ser el primer entrenador de l'equip. El mateix any de la seua fundació, l'esquadra va ser admesa en la Lliga Major, la conferència de futbol americà més important de Mèxic en aqueix llavors. La conferència estava integrada pels Pumas de la UNAM, Burros Blancos del IPN, Bulldogs de la Normal de Educación, la "Guay" YMCA i el Col·legi Militar. L'equip va ser apodat "L'Ona Verda" a causa de la seua fortalesa ofensiva. Per a 1949 els Aztecas havien formant una poderosa esquadra: el 18 d'octubre de 1949 es van enfrontar a l'equip la UNAM en la gran final, obtenint la victòria i el Campionat Nacional en el dit "joc del segle".

### La UDLAP i els Aztecas
En 1963 el Mexico City College va canviar el seu nom a Universidad de las Américas, i el 1967 es va mudar al seu actual campus en Cholula. En 1979 es van reprendre les pràctiques de futbol americà, però no va ser fins al 1983, quan van participar en la lliga ORITEC i assoliren el campionat des de la seua primera participació i per dos anys consecutius. El 1986 van participar en la Conferència Nacional de la ONEFA, a la qual els anys 1987, 1988, 1989 i 1990 arribaren fins a semifinals.
Entre 1991 i 1992, l'entrenador, el Ing. Luján i els seus ajudants, van conjunyir un equip amb base en novençans d'impressionant talent com Edgar Zapata, Marco Martos, Oliver Fira i Eduardo Bradley. En 1991 es va assolir el Campionat de la Conferència Nacional, amb un rècord invicte de 10-0. D'aquesta forma van assolir ascendir al màxim circuit, la conferència dels Deu Grans. De 1992 a 1993, no obstant això de ser un equip de recent ascens, els Aztecas van arribar fins a semifinals, i van asseure les bases d'un domini que frutificaría tan solament una temporada després: en 1994, els Aztecas es converteixen en l'equip favorit al títol nacional. No obstant això, encara que van assolir arribar a la final, van ser derrotats pels Borregos Salvajes Mty.
El 1995, els Aztecas van obtenir per primera vegada el Campionat Nacional derrotant en Cholula als Cóndores UNAM, amb marcador de 43-13. En aquesta generació, van arribar jugadors que serien peça important en el futur dels Aztecas, com el QB Enrique Villanueva. Per a 1996, la gran final de l'ONEFA es va celebrar en l'Estadi Tecnològic de Monterrey, davant més de 37 mil aficionats, en un tancat duel de defensives. El ITESM campus Monterrey es trobava davant en el marcador 3-0. Però en l'últim quart, un fumble provocat pel frontal Gerardo Chávez, va ser recuperat per Félix Alejandro Suárez Garza, qui va arribar fins a les diagonals dels Borregos Salvajes per marcar, tancant el marcador en 3-6. D'aquesta forma els Aztecas van assolir obtenir el seu segon campionat de lliga. En 1997, la final va ser un altre capítol en la història dels duels UDLAP vs ITESM. Davant un estadi ple amb més de 15 mil afeccionats, els Aztecas es van alçar amb el tricampeonat al derrotar novament als Borregos Salvajes Mty per 21-11.
La temporada 1998 va ser per als Aztecas una oportunitat més de destacar en la postemporada, ja que van acabar la temporada regular amb solament dos partits perduts. La final va anar en Monterrey, on els Borregos Salvajes van derrotar els Aztecas i els van llevar l'oportunitat d'obtenir un tetracampionat, al caure 17-20. En 1999 els Aztecas van tenir un duel especial contra els Borregos Salvajes del ITESM Monterrey. En un dels millors partits de la història del futbol americà en el nostre país, els Aztecas van guanyar en triple temps extra per marcador de 52-49 en "el Temple del dolor", en un partit que va tenir més de 4 hores i mitja de durada. No obstant això, ja en la final els Aztecas no van poder recuperar el campionat, a pesar de jugar a casa. L'equip de la UDLAP va ser derrotat 38-25, quedant trencada una ratxa de 21 partits invicte com local.
L'any 2000, per primera vegada des de 1994 l'equip no va jugar el partit pel campionat. En 2001, va ser un any en què per primera vegada des del seu ascens a la lliga major, els Aztecas no van qualificar a la postemporada. 2002 va començar amb el nomenament d'Hèctor Corb Pensat com a entrenador en cap, uns ajudants renovats, amb el suport de diversos ex jugadors dins del grup de treball, una nova etapa dels Aztecas de la UDLAP s'havia iniciat. De 2004 a 2007, l'equip ha tingut una presència excel·lent en els playoffs.
Per al 2008, els Aztecas van romandre en la lliga que disputava el Títol Nacional de Futbol Americà Col·legial de Mèxic, després de l'escissió de l'ONEFA en dues conferències: 6 Grans i del Centre.

## Estadístiques
| Estadístiques Aztecas UDLAP      | Estadístiques Aztecas UDLAP | Estadístiques Aztecas UDLAP |
| Concepte                         | Històric                    | Mitjana per partit          |
| -------------------------------- | --------------------------- | --------------------------- |
| Partits jugats                   | 192                         | n/a                         |
| Iardes guanyades per terra       | 26729                       | 139,2                       |
| Iardes guanyades per aire        | 45435                       | 236,6                       |
| Iardes guanyades totals          | 75397                       | 392,7                       |
| 1° i 10 per terra                | 1117                        | 5,8                         |
| 1° i 10 per aire                 | 1450                        | 7,6                         |
| 1° i 10 per càstigs              | 345                         | 1,8                         |
| 1° i 10 totals                   | 3052                        | 15,9                        |
| Balons perduts per intercepcions | 270                         | 1,4                         |
| Balons perduts per fumbles       | 217                         | 1,1                         |
| Balons perduts totals            | 521                         | 2,7                         |
| Jugades ofensives per terra      | 5924                        | 30,9                        |
| Jugades ofensives per aire       | 5626                        | 29,3                        |
| Jugades ofensives totals         | 11550                       | 60,2                        |
| Iardes permitides por tierra     | 15703                       | 81,8                        |
| Iardes permitides por aire       | 24062                       | 125,3                       |
| Iardes permitides totals         | 48132                       | 250,7                       |
| 1° i 10 permitits                | 2411                        | 12,6                        |
| Càstigs comesos                  | 1982                        | 10,3                        |
| Iardes castigades                | 19761                       | 102,9                       |
| Rècords en:                      | Temporada Regular*          | Playoffs**                  |
| Partits jugats                   | 190                         | 25                          |
| Partits guanyats                 | 143                         | 12                          |
| Partits perduts                  | 46                          | 13                          |
| Punts a favor                    | 5863                        | 511                         |
| Punts en contra                  | 3182                        | 528                         |
| Diferència                       | 2681                        | -17                         |